# هووب دين
هووب دين (بالهولندية: Huub Duyn) (و. 1984  م) هو راكب دراجة هوائية هولندي.

## سجل الفوز

### سباقات أو مراحل فاز بها
| التاريخ        | السباق                            | المركز                  |
| -------------- | --------------------------------- | ----------------------- |
| 02 أبريل 2006  | تريبتيك ديس مونتس إت شاتيوكس 2006 |                         |
| 14 مايو 2011   | 2011 Trofee Maarten Wynants       |                         |
| 02 يوليو 2011  | أوملوب هيت نيووسبلاد بيلوفتن 2011 | الثاني في التصنيف العام |
| 03 يوليو 2011  | دوارس دور هيت هاجلاند 2011        |                         |
| 02 سبتمبر 2012 | غروت بريجس جيف شيرنز 2012         | الخامس في التصنيف العام |
| 05 مايو 2013   | رينجيريك جراند بريكس 2013         | السادس في التصنيف العام |
| 09 مايو 2013   | طواف ليمبورغ 2013                 | الثالث في التصنيف العام |
| 03 مايو 2015   | طواف يوركشاير 2015                | التاسع في التصنيف العام |
| 31 مايو 2015   | طواف بلجيكا 2015                  | التاسع في التصنيف العام |
| 07 يونيو 2015  | طواف لوكسمبورغ 2015               |                         |
| 23 يونيو 2015  | 2015 Sint-Elooisprijs             |                         |
| 30 يوليو 2017  | Rad am Ring 2017                  | الفائز في التصنيف العام |
| 26 أغسطس 2017  | 2017 Omloop Mandel-Leie-Schelde   |                         |

## روابط خارجية
- هووب دين على موقع الاتحاد الدولي للدراجات (الإنجليزية)
- هووب دين على موقع أرشيف الدراجات (الإنجليزية)
- هووب دين على موقع إحصائيات الدراجات الإحترافية (الإنجليزية)
- هووب دين على موقع نسبة الدراجات (الإنجليزية)